# Bavaria (vonat)
A Bavaria egy expresszvonat volt, mely összekötötte a németországi München Hauptbahnhofot a svájci Zürich Hauptbahnhoffal. Az 1950-es évektől 1969-ig a járat Münchentől Genfig (Cornavin állomás) közlekedett, de az útvonalát visszavágták Zürichig. Neve Bajorország neve latinul, ami egyben a német állam hivatalos német neve is: Bavaria. A járatot a Deutsche Bundesbahn / Deutsche Bahn (DB) és a Svájci Államvasút SBB-CFF-FFS üzemeltette. Az útvonala tartalmazott egy megállót Ausztriában is Bregenzben. A 24 km-es osztrák szakaszon St. Margrethen határállomásig már svájci mozdony vontatta a szerelvényt, a mozdonycsere a németországi Lindau Hauptbahnhofon történt meg.

## Története
Eredetileg a szerelvény egy másod-osztályú gyorsvonat (Schnellzug) volt, mely München-Zürich-Genf között közlekedett. 1963-tól a vonat egy étkezőkocsit is továbbított   München-Lindau és St. Margrethen – Genf között., de 1968-tól az étkezőkocsi egy büfékocsira lett lecserélve.
1969-től a Bavaria egy csak első osztályú kocsikból álló Trans Europ Express (TEE) járat lett, és az útvonalát is lerövidítették Zürichig. Étkezőkocsit már a teljes útvonalon továbbított, az étkezésért a Swiss Restaurant Car Company felelt.
1977 május 22-én a szerelvény további két másodosztályú kocsival is kiegészült. Hét évvel később, 1984. június 3-án InterCity vonattá változott, majd 1987. május 31-én integrálták az EuroCity hálózatba. 2002 végéig viselte a Bavaria nevet, majd ezután név nélküli  EuroCity lett belőle.

## Útvonal
| TEE 66 | Ország      | km  | Állomás          | TEE 67 |
| ------ | ----------- | --- | ---------------- | ------ |
| 17:46  | Németország | 0   | München Hbf      | 12:28  |
| 19:01  | Németország | 131 | Kempten (Allgäu) | 11:12  |
| 20:02  | Németország | 221 | Lindau           | 10:09  |
| 20:10  | Ausztria    | 231 | Bregenz          | 10:00  |
| 20:25  | Svájc       | 245 | St. Margrethen   | 09:45  |
| 20:51  | Svájc       | 272 | St. Gallen       | 09:20  |
| 21:30  | Svájc       | 329 | Winterthur       | 08:41  |
| 21:52  | Svájc       | 355 | Zürich HB        | 08:20  |

## Baleset
1971. február 9-én a Bavaria kisiklott Aitrang állomáson. A balesetben 28 ember életét vesztette.

## Képek

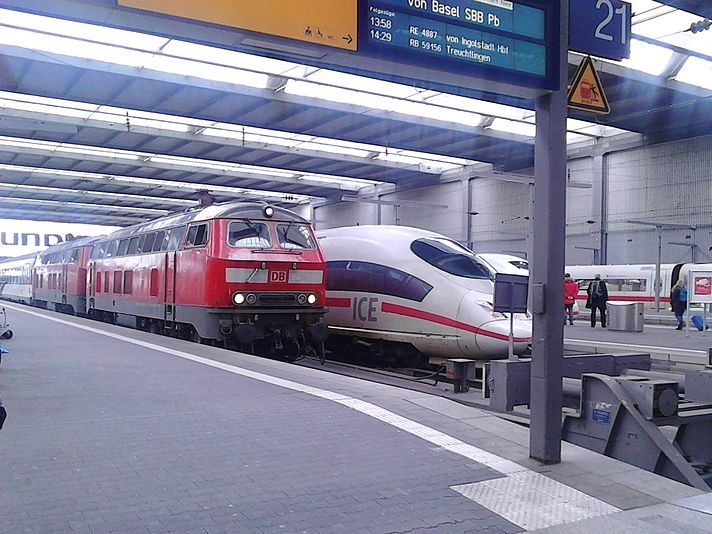
Az EC 193 EuroCity München Hauptbahnhofon két DB 218 sorozatú mozdonnyal, a járat az egykori Bavaria útvonalán közlekedik
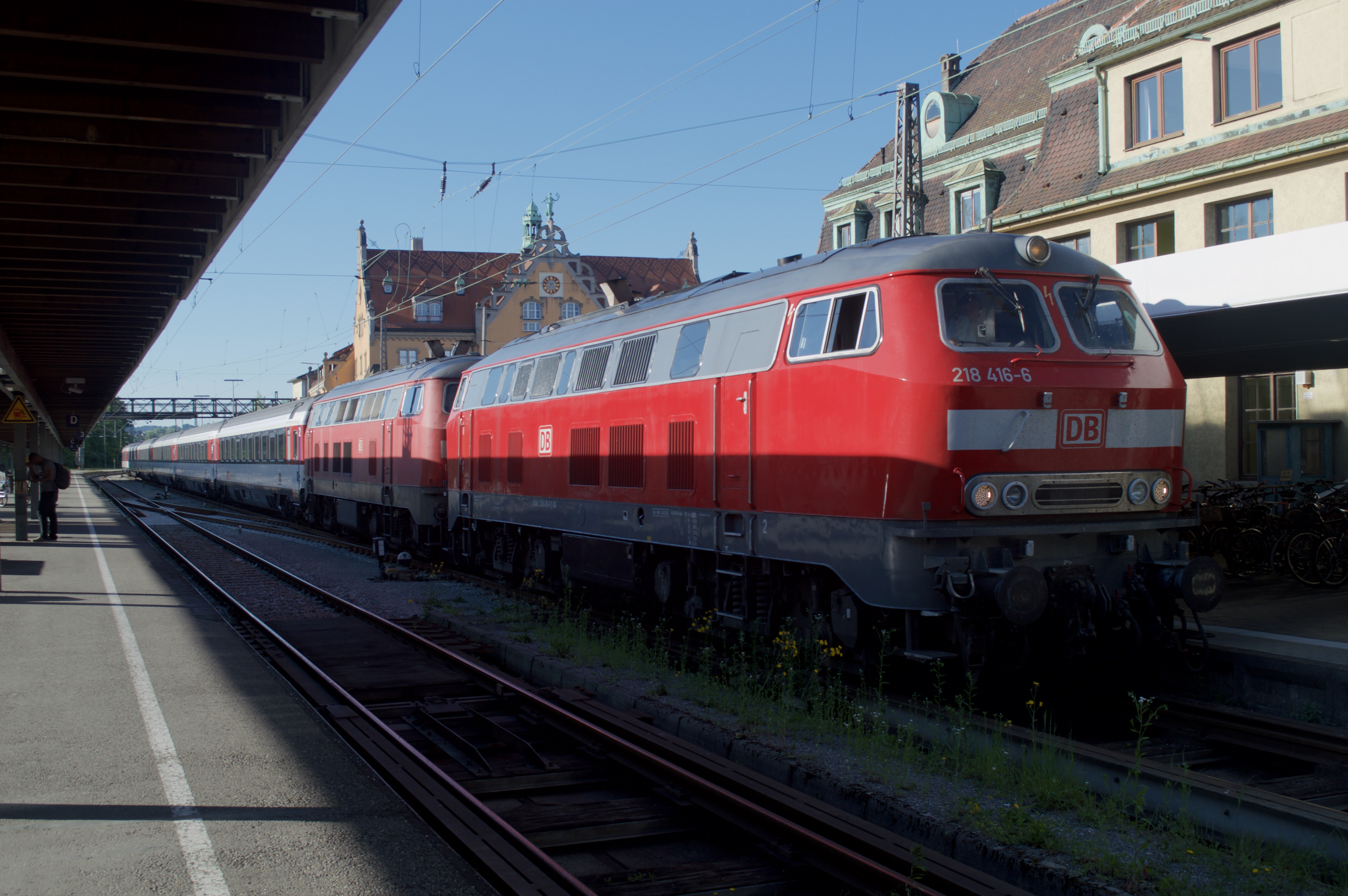
EuroCityként Lindau Hauptbahnhofon
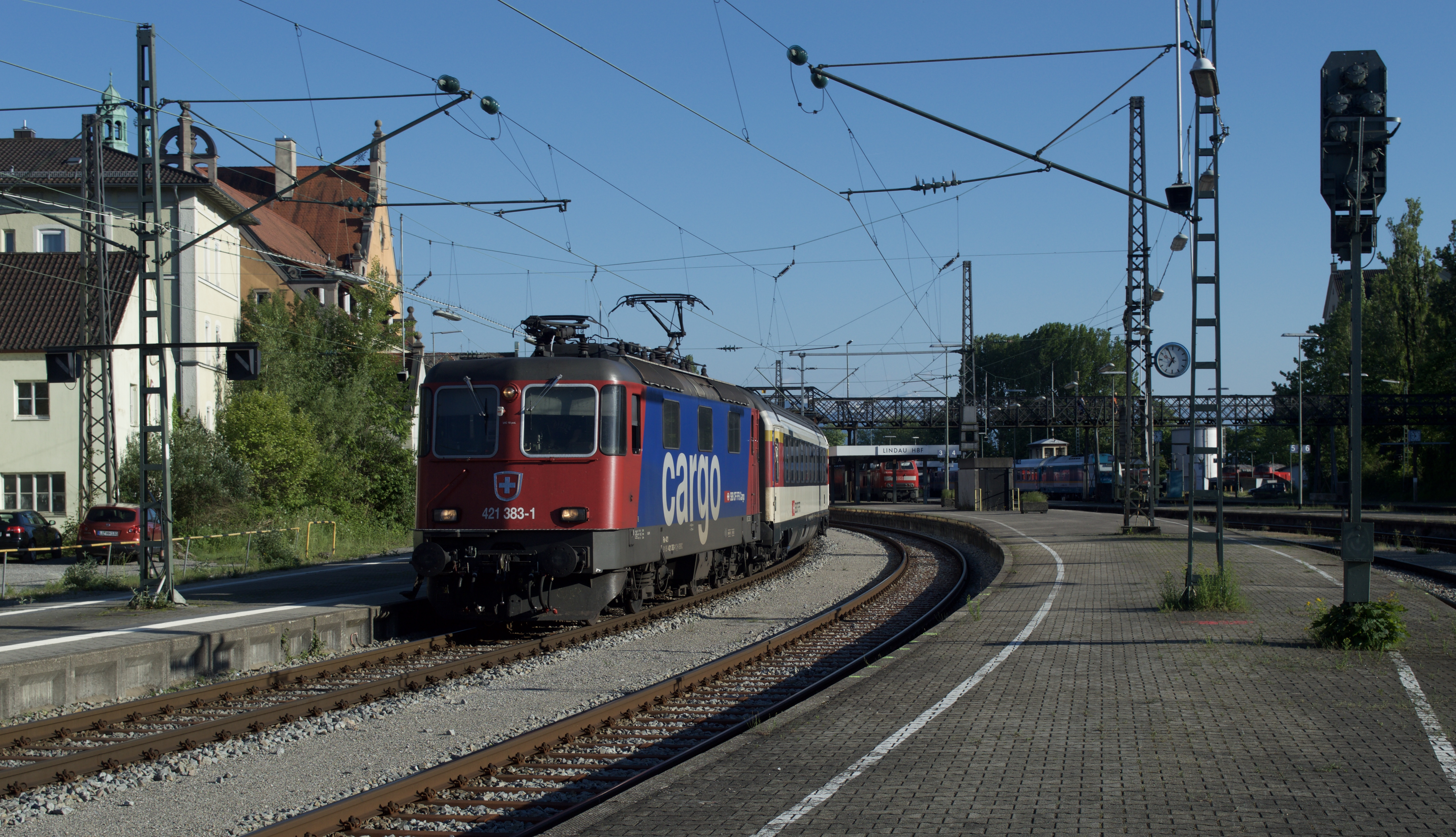
Mozdonycsere után egy svájci gép viszi tovább a vonatot